# Ivane Javahișvili
Ivane Javahișvili (în georgiană ივანე ჯავახიშვილი, n. 11/23 aprilie 1876, Tbilisi, Imperiul Rus – d. 18 noiembrie 1940, Tbilisi, Republica Sovietică Socialistă Gruzină, URSS) a fost un istoric și lingvist georgian, a cărui activitate materializată prin numeroase studii publicate a influențat cercetarea modernă a istoriei și culturii Georgiei. Javahișvili a fost unul dintre fondatorii Universității de Stat din Tbilisi (1918) și rectorul instituției în perioada 1919-1926.

## Biografie
Ivane Javahișvili s-a născut în orașul Tbilisi din Georgia (care făcea parte atunci din Imperiul Rus) în familia aristocratică a prințului Alexander Javahișvili, care îndeplinea funcția de profesor la Liceul din Tbilisi. După ce a absolvit Facultatea de Studii Orientale a Universității din Sankt Petersburg în 1899, Ivane a devenit privat-docent la catedra de filologie armenească și georgiană a Universității din Sankt Petersburg. În perioada 1901-1902 a efectuat un stagiu de cercetare la Universitatea din Berlin. În anul 1902 l-a însoțit pe mentorul său, academicianul Nicholas Marr, la Muntele Sinai, unde au studiat manuscrise medievale georgiene. După ce primele volume ale studiului monumental, dar neterminat, kartveli eris istoria (O istorie a națiunii georgiene) au apărut între 1908 și 1914, tânărul savant și-a creat o reputație de autoritate proeminentă în domeniul istoriei georgiene și caucaziene, al dreptului, paleografiei, diplomației, muzicii și teatrului din Georgia, publicând lucrări de referință în aceste domenii.
La începutul anului 1918 el a contribuit la fondarea primei universități georgiene la Tbilisi, realizând astfel un deziderat vechi al intelectualilor georgieni, care fusese respins în mod constant de autoritățile imperiale ruse. Universitatea Tbilisi (actuala Universitate de Stat „I. Javahișvili” din Tbilisi, TSU, care acum îi poartă numele), unde Javahișvili a devenit profesor și șeful Departamentului de Istorie a Georgiei, a dobândit rapid o poziție dominantă în activitatea educațională a Georgiei. În 1919 Javahișvili i-a succedat chimistului Petre Melikișvili ca rector al universității: a îndeplinit această funcție până în iunie 1926, când, în urma Revoltei antisovietice din 1924, a scăzut toleranța autorităților politice sovietice față de intelectualii care nu aveau convingeri marxiste. Deși i s-a permis să publice și să predea, acest pas înapoi i-a salvat probabil viața, deoarece succesorul său la conducerea universității a devenit o victimă a Marii Epurări staliniste din 1936–1937. Javahișvili a fost obligat să renunțe la postul de profesor la Universitatea de Stat din Tbilisi în 1938, dar a fost numit la scurt timp director al Departamentului de Istorie al Muzeului de Stat al Georgiei, pe care l-a condus până la moartea sa survenită în 1940 la Tbilisi. A fost înmormântat în curtea universității.

## Lucrările publicate

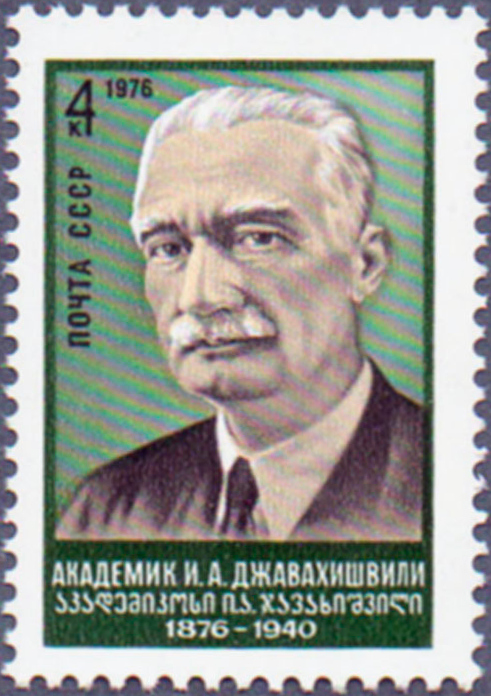
Portretul lui Javahișvili pe un timbru sovietic din 1976
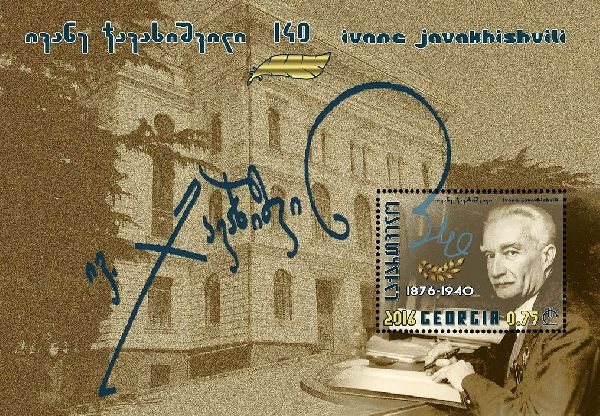
Portretul lui Javahișvili pe un timbru din Georgia din 2016. Artist: G. Kartvelișvili
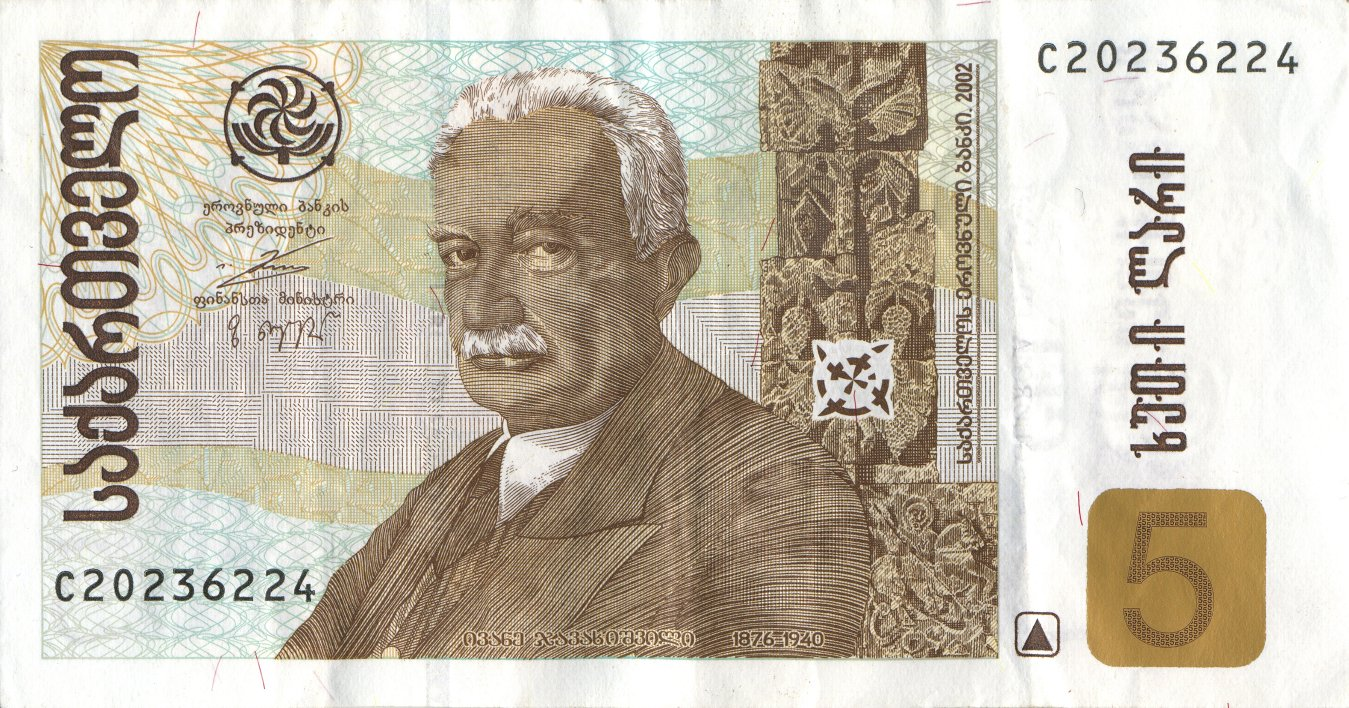
Portretul lui Javahișvili pe o bancnotă de 5 lari georgieni

Javahișvili a scris mai mult de 170 de lucrări care tratează diverse aspecte ale istoriei politice, culturale, sociale și economice a Georgiei. De la apariția în 1908 a primei ediții, principala sa lucrare, O istorie a națiunii georgiene (publicată integral între 1908 și 1949), a rămas unul dintre cele mai cuprinzătoare și mai importante studii dedicate istoriei premoderne a poporului georgian. Această lucrare nu a fost tradusă însă în nicio altă limbă. Unele dintre cele mai influente articole și cărți ale lui Javahișvili, inclusiv O istorie a națiunii georgiene, au fost reeditate în perioada 1977-1998 într-o colecție de opere alese în 12 volume.